# Chambon-sur-Voueize
Chambon-sur-Voueize ist eine französische Gemeinde im Département Creuse in der Region Nouvelle-Aquitaine. Sie gehört zum Arrondissement Aubusson und zum Kanton Évaux-les-Bains. Die Bewohner nennen sich die Chambonnais.

## Geografie und Infrastruktur
Die Voueize fließt in Chambon-sur-Voueize als linker Nebenfluss in den Tardes, von rechts mündet die Méouze.
Die Gemeinde grenzt im Norden an Lépaud und Viersat, im Osten an Budelière und Évaux-les-Bains, im Süden an Sannat und Tardes sowie im Westen an Lussat.
In Chambon-sur-Voueize beginnen bzw. enden die ehemaligen Nationalstraßen 696 und 717.

## Bevölkerungsentwicklung
| Jahr      | 1962 | 1968 | 1975 | 1982 | 1990 | 1999 | 2008 | 2019 |
| Einwohner | 1458 | 1367 | 1206 | 1288 | 1105 | 1012 | 1014 | 868  |

## Sehenswürdigkeiten
- Abtei Sainte-Valérie, Monument historique
- Kloster Chambon-sur-Voueize, ebenfalls Monument historique
- romanische Brücke über die Voueize, Monument historique

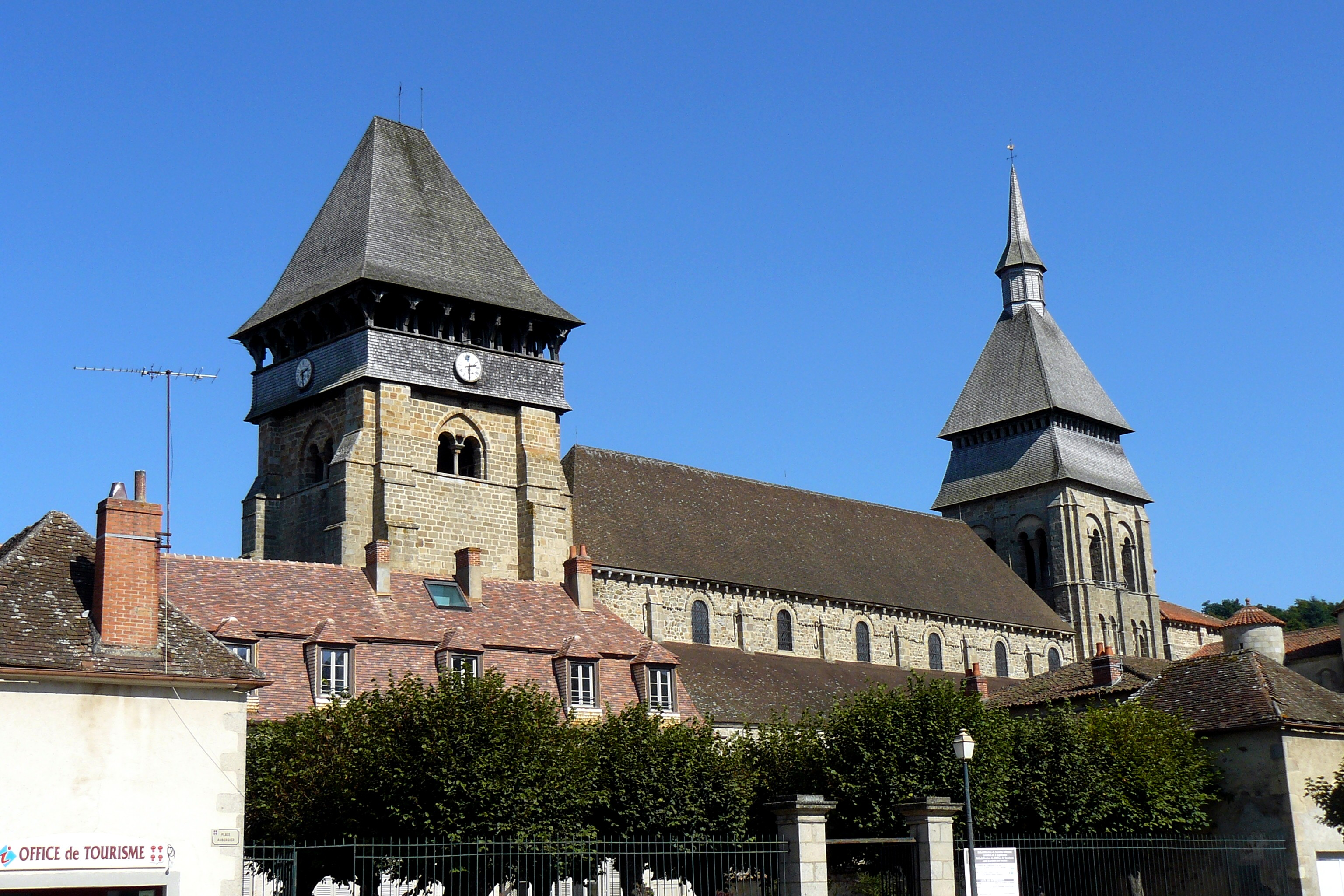
Abtei Sainte-Valérie
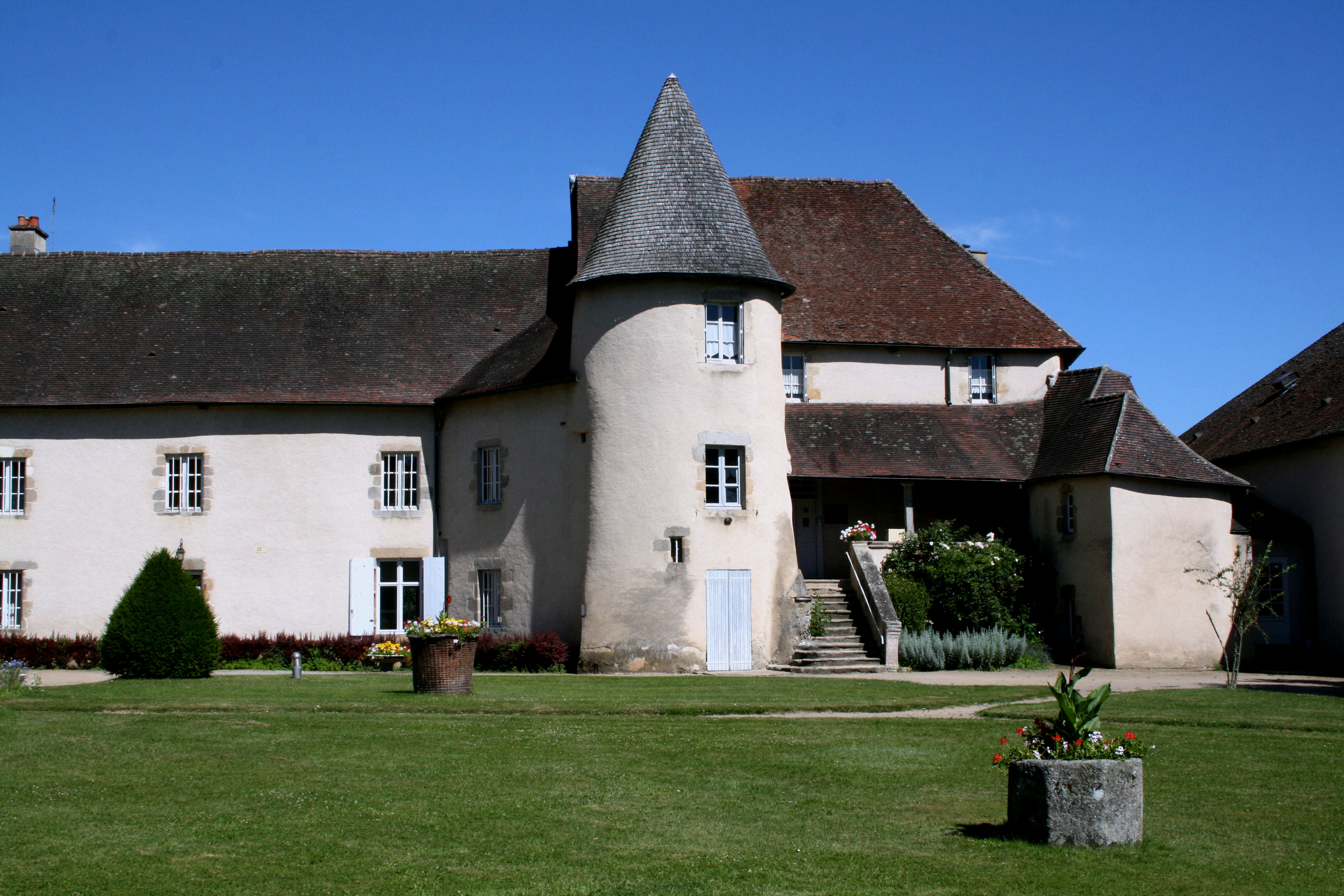
Kloster
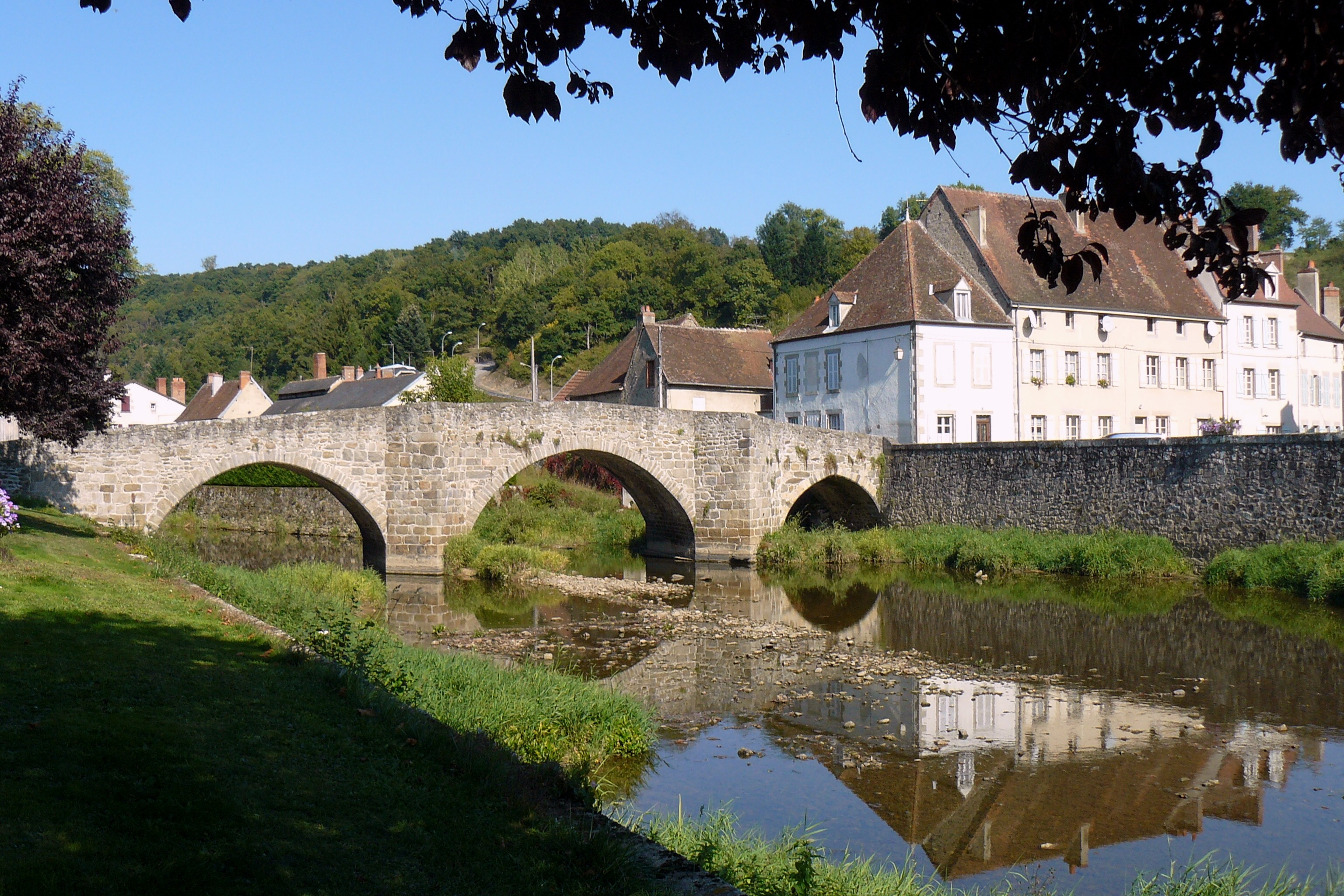
Romanische Brücke über die Voueize

## Wirtschaft
In Chambon-sur-Voueize und der näheren Umgebung wird der Hartkäse bzw. AOC-Käse „Chambérat“ aus Kuhmilch hergestellt.

## Persönlichkeiten
- Ernest Anselin (1861–1916), französischer Brigadegeneral des Ersten Weltkriegs
- Paul-Louis Grenier (1879–1954), französischer Historiker, Okzitanist und Dichter